# Gabón en los Juegos Paralímpicos de Río de Janeiro 2016
Gabón estuvo representado en los Juegos Paralímpicos de Río de Janeiro 2016 por un deportista masculino. El equipo paralímpico gabonés no obtuvo ninguna medalla en estos Juegos.